# Andrea Landini
Andrea Landini (Firenze, 10 dicembre 1847 – Firenze, 1935) è stato un pittore italiano.

## Biografia
Fiorentino di nascita, Andrea Landini studiò all'Accademia delle Belle Arti di Firenze, sotto la guida di Riccardo Pasquini, e si perfezionò a contatto con Antonio Ciseri.
Pittore prolifico, fu apprezzato ritrattista. Si conoscono i ritratti della principessa del Galles, della contessa Lavinia Bocca, della contessa di Pralormo, della signora Guerrazzi di Livorno, del figlio della contessa Laparelli Pitti e della scrittrice Valeria Elena Landini-Ruffino, sorella minore del pittore (n. 1851).
Artista versatile, dipinse a colori vivaci e con rara precisione, anche nei particolari minuti, scene di genere in ambientazione settecentesca e nature morte con fiori. Per le sue scene ricostruiva interni di palazzi, fastosamente decorati in stile Luigi XVI, con pitture murali, tappeti, paraventi, arazzi, tovaglie bordate di pizzo. I personaggi che abitavano questi lussuosi interni erano dame e gentiluomini, soprattutto cardinali, vestiti nei loro abiti purpurei d'apparato e ripresi mentre sorseggiavano il caffè, brindavano a champagne, gustavano laute colazioni, bevevano vino in calici di cristallo, conversavano con eleganti dame. La partita a scacchi, il contatto con gattini e cagnolini erano gioiosi passatempi per questi ricchi cardinali, che si mostravano distaccati dalle loro attività pastorali e religiose. I dipinti di genere di Landini hanno sempre uno sfondo umoristico e caricaturale. In opere diverse si ritrovano a volte personaggi identici, ma in atteggiamenti diversi.
Andrea Landini collaborò con disegni a La Tribuna illustrata. Presentava le sue opere a Firenze e a Parigi, dove espose per l'ultima volta nel 1911. Era apprezzato soprattutto da collezionisti inglesi e francesi.
Sue opere sono conservate in Inghilterra, al Plymouth City Museum and Art Gallery, nei Public Offices del Borough of Fylde e nella raccolta d'arte Touchstones Rochdale.

## Opere

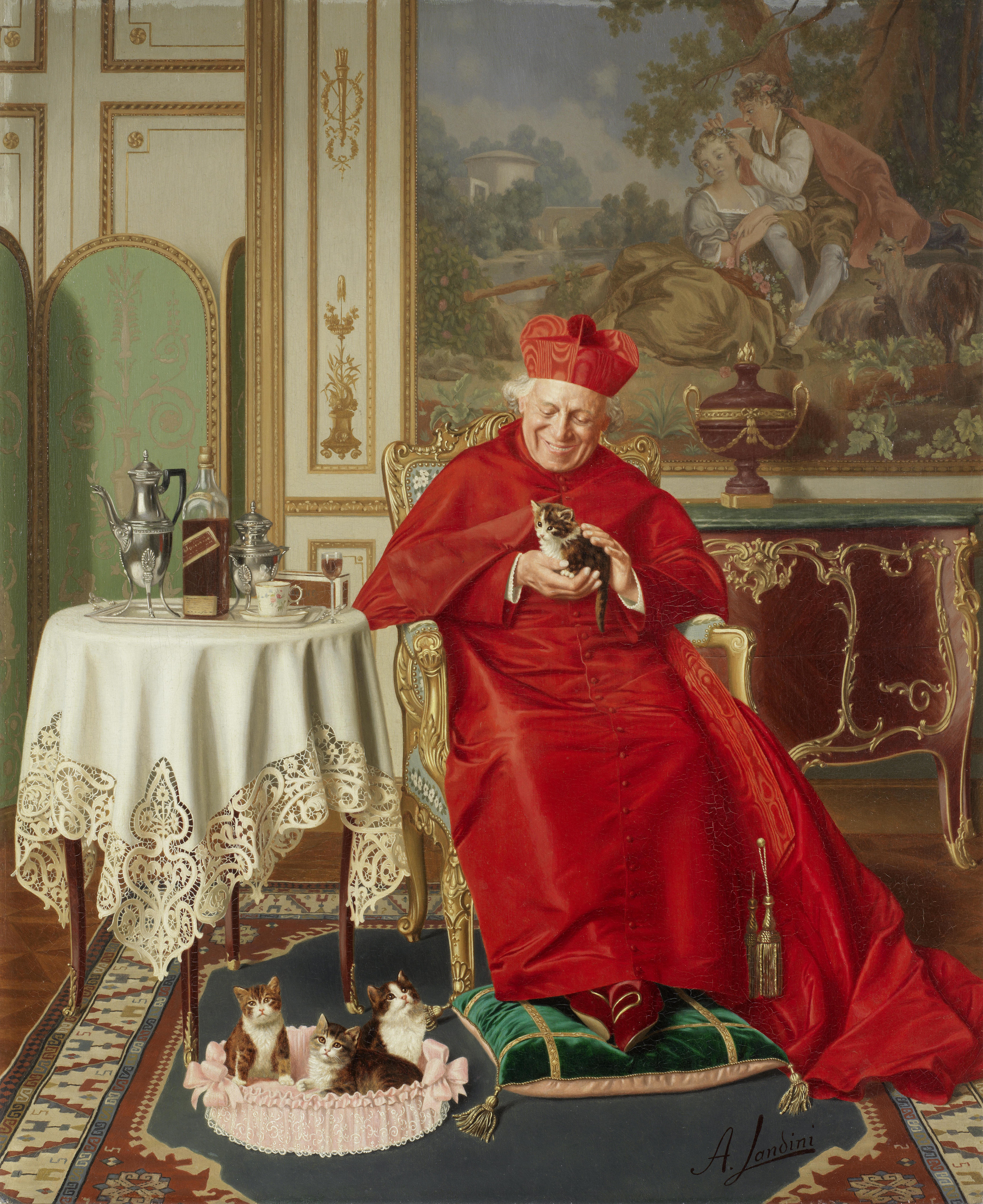
Il favorito del cardinale

- Il ritorno
- La seduzione
- Champagne Toast
- La tentazione del cocomero
- Partita a scacchi
- Partita a scacchi con signore